# Robin Hood (Oper)
Robin Hood ist eine romantische Oper in drei Akten von Albert Dietrich, op. 34. Das Libretto stammt von Reinhard Mosen. Die Uraufführung des auf dem Leben der englischen Sagengestalt Robin Hood basierenden Stückes fand 1879 in Frankfurt am Main statt. 

## Inhalt
Robin Hood lebt mit seinen Gefolgsmännern als Geächteter im Sherwood Forest. Zunächst unerkannt, findet sich der heimgekehrte König Richard Löwenherz bei ihnen ein. Nachdem er als König erkannt wurde, lässt er Robin und seine Leute – von deren Loyalität er sich überzeugen konnte – weiter im Wald jagen. Allerdings droht er mit der Todesstrafe, sollten sie sich mit den Stadtbewohnern anlegen. 
Robin liebt Marian, das Mündel des Sheriffs von Nottingham. Als sie gegen ihren Willen verheiratet werden soll, plant Robin, sie zu entführen. Gelegenheit dazu bietet das Maifest, bei dem die ganze Stadt auf den Beinen ist. Doch Robin wird erkannt und festgenommen.
Der König verkündet getreu seiner Drohung Robins Verurteilung. Als Marian für ihren Geliebten interveniert, ändert er seinen Entschluss und beschließt, Robins Treue auf die Probe zu stellen. Beim Gerichtstag im Wald bietet er dem geständigen Robin eine Stellung am Hof an, doch der lehnt ab – aus Treue zu Marian und seinen Gefährten. Damit hat er die Probe bestanden, woraufhin ihn der König begnadigt und adelt.

## Pressestimmen
Ein Korrespondentenbericht in der Oldenburger Zeitung meldete nach der zweiten Darbietung: „Die Wiederholung des Robin Hood machte in der, nur durch wenige kleine Uncorrectheiten beeinträchtigten Vorführung einen noch günstigeren Eindruck als die Première am vorigen Sonntag. Den Darstellern und dem Componisten wurde wiederholt die Ehre des Hervorrufs zu Theil; das hiesige Publikum, welches mit seinem Beifall nicht eben verschwenderisch ist und deshalb so oft für kalt und theilnahmlos gehalten wird, verlangte am Schluß der Oper aufs stürmischste jene Anerkennung, die nur in den seltensten Fällen dem Sieger im Drama oder der Oper zu Theil wird, den Tusch des Orchesters. Jubelnder Zuruf begrüßte den Componisten, als dieser inmitten der Sänger erschien, die seine Gestalten und die Idee seines Werkes lebens- und wirkungsvoll zur Anschauung gebracht hatten. Ein großer Theil der Anerkennung, die der neuen Oper in so reichem Maße zu Theil wurde, gebührt übrigens auch dem talentvollen Textdichter Mosen, der einem glänzenden Namen neuen Glanz zu verleihen wußte.“

## Aufführungsgeschichte
- Frankfurt 1879 (Uraufführung)
- Dessau (1882)
- Kassel (1883)
- Leipzig (1894)
- Theater Erfurt (März 2011)